# Dąb Fabrykant
Dąb Fabrykant, zwany także Jagoszem – pomnikowy dąb szypułkowy rosnący w łódzkim parku im. ks. bp. Michała Klepacza. To charakterystyczne drzewo miasta Łodzi. Jego potężne i długie konary odchodzą prawie prostopadle od pnia głównego, rozpościerając się poziomo na wysokości około 1,5 m. Obwód dębu przekracza 450 cm. Okaz rośnie w centralnej części parku, w którym są także 23 inne pomnikowe drzewa. Dąb jest chroniony od 1990 roku, a obowiązującą podstawę prawną stanowi uchwała Rady Miejskiej w Łodzi z 2015 roku.

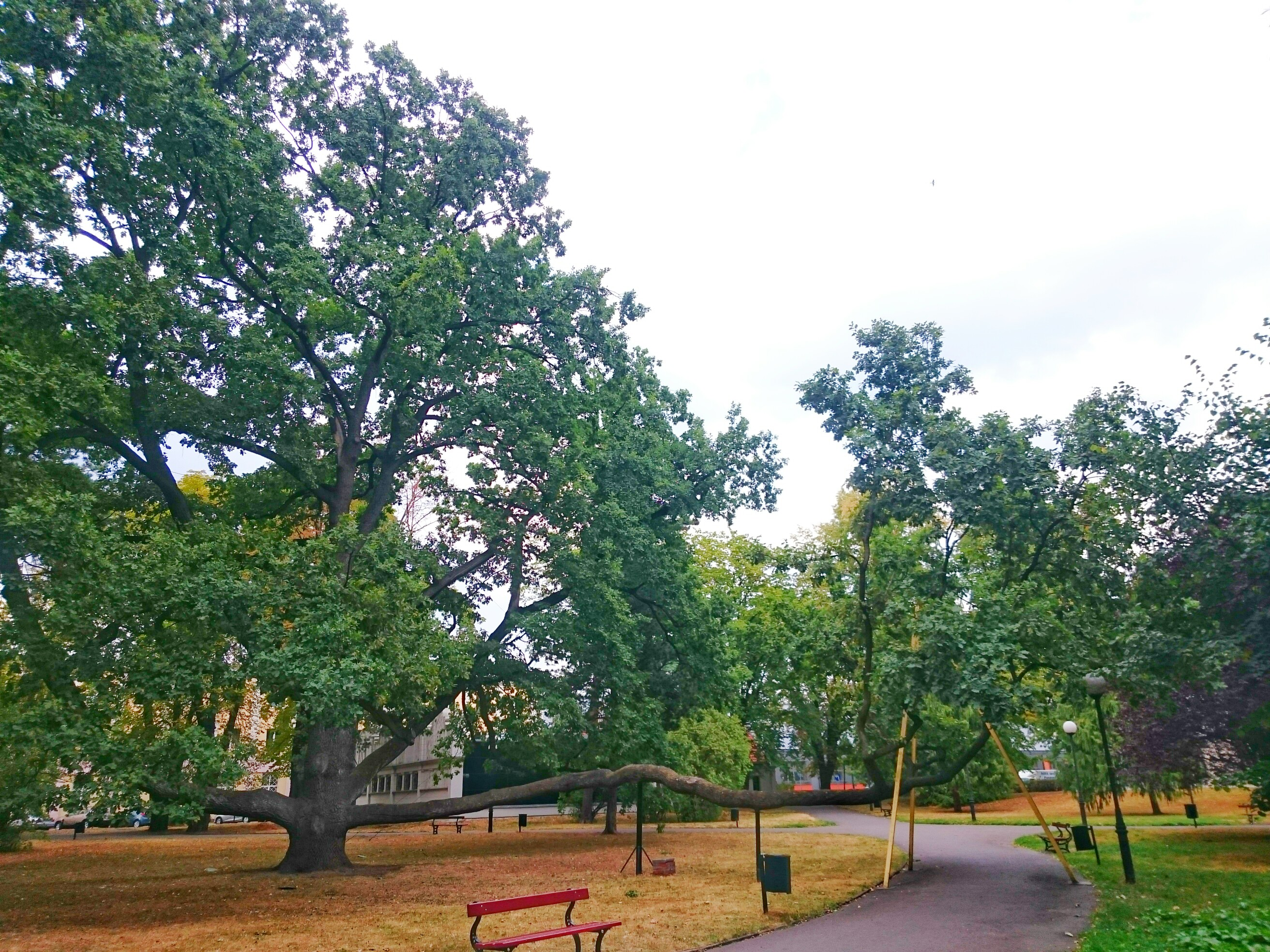
Drzewo widoczne od strony zachodniej

## Charakterystyka

### Wiek
Dąb nie był badany metodami dendrochronologicznymi, jego wiek ocenia się szacunkowo na 150–200 lat. Na podstawie archiwalnych pomiarów drzewa można domniemywać, że ma około 165 lat. Jest to prawdopodobne, ponieważ ogród Richterów powstawał w II połowie XIX wieku, a dąb mógł zostać zasadzony, jako jedno z pierwszych drzew na tym terenie. Nie jest wykluczone, że Fabrykant jest starszy i wyrósł samoistnie.

### Obwód
Obwód drzewa wynosił w 2015 roku 455 cm. Pomiar sprawia trudności, gdyż na wysokości około 1–2 (1,5) metra odchodzą od pnia trzy konary.
Pomiary obwodu drzewa na przestrzeni lat:
| Rok pomiaru | Obwód dębu                           | Obwód dębu | Obwód dębu |
| ----------- | ------------------------------------ | ---------- | ---------- |
| Rok pomiaru | wysokość, na której zmierzono drzewo |            |            |
| Rok pomiaru | 0,5 m                                | 0,8 m      | nieznana   |
| 1961        | –                                    | –          | 330 cm     |
| 1989        | –                                    | –          | 425 cm     |
| 2005        | –                                    | 452 cm     | –          |
| 2009        | –                                    | –          | 460 cm     |
| 2013        | 445 cm                               | –          | –          |
| 2014        | 450 cm                               | –          | 450 cm     |
| 2015        | 455 cm                               | –          | –          |

### Wysokość oraz inne parametry
Dąb ma 22-22,5 metra wysokości.
Szerokość korony drzewa wynosi ponad 30 metrów (około 33 m), a najdłuższy, podtrzymywany konar ma długość ponad 20 metrów. Odchodzi on od pnia głównego wraz z dwoma innymi na wysokości około 1,5 m. Pewne jest więc, że drzewo od początku życia rosło na otwartej przestrzeni, nie było przycinane i dlatego wykształciło specyficzny pokrój.

## Historia

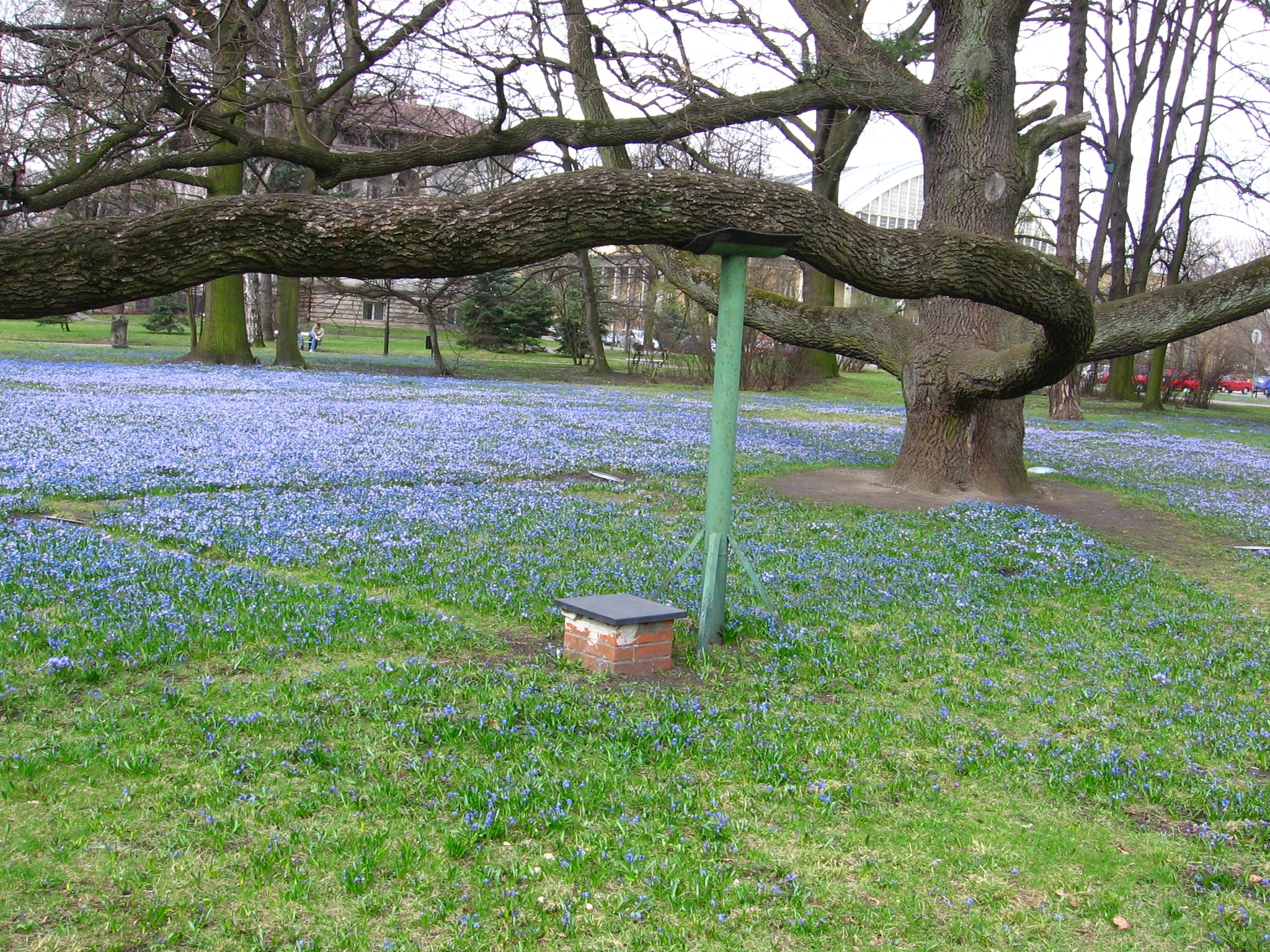
Kwiaty cebulicy pod najdłuższym konarem Fabrykanta

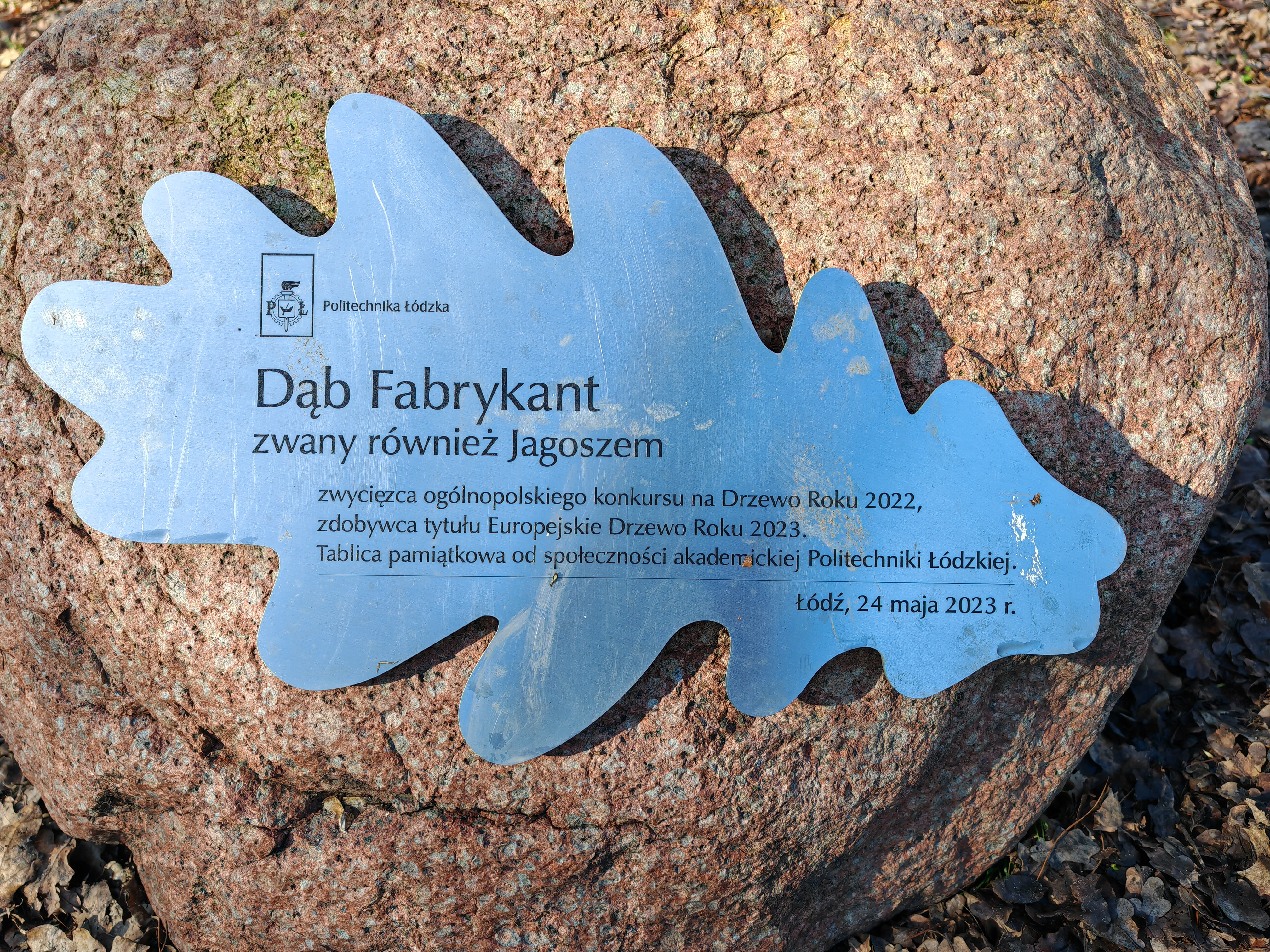
Tabliczka upamiętniająca wygrane w konkursach

### Park
W końcu XIX wieku tereny, na których obecnie jest park, nabył ród fabrykancki Richterów, który wybudował dwie wille i utworzył wokół nich ogrody ozdobne. Część drzewostanu, który już tu rósł, została zachowana, w tym także opisywany dąb. Fabrykant rośnie w centrum tego parku, który do 1994 roku nosił imię Stanisława Worcella.

### Wydarzenia
W trakcie II wojny światowej, drzewu groziła zagłada. Podobno funkcjonariusze Ministerstwa Bezpieczeństwa Publicznego chcieli odkryć skarb Richterów, który miał być zakopany pod dębem, ale ostatecznie tego nie zrobili.
Pod dębem, 15 czerwca 2007 roku, nastąpiło przekazanie całego parku w użytkowanie Politechnice Łódzkiej. Udało się to po dwóch latach starań. Zapewniono, że teren zostanie ogrodzony oraz będzie zamykany na noc. Zagwarantowano także, że pozostanie nadal dostępny dla mieszkańców. Uczelnia od tego czasu starała się pozyskać park na własność od miasta. W 2017 doszło do ostatecznego przekazania parku Politechnice aktem notarialnym. W 2019 Politechnika ogrodziła park jednocześnie demontując parkan między parkiem i swoim kampusem B.
Dąb Fabrykant został Drzewem Roku 2022 w ogólnopolskim konkursie organizowanym przez Stowarzyszenie Ekologiczno-Kulturalne Klub Gaja. W 2023 r. zwyciężył w plebiscycie na Europejskie Drzewo Roku.

### Dąb w literaturze
Fabrykant został już wymieniony jako „dąb-olbrzym” w opracowaniu Parki Łodzi: Praca zbiorowa z 1962 roku, autorstwa profesora biologii Uniwersytetu Łódzkiego, Jakuba Mowszowicza. Przedstawiono fotografię dębu oraz obwód – 330 cm.
Został także wspomniany w innych publikacjach naukowych oraz popularnonaukowych – między innymi w serii Parki Łodzi, pisanej pod redakcją innego profesora UŁ, biologa Romualda Olaczka. Dąb wymieniono w dwóch zeszytach z tej serii, opisujących Park im. ks. bp. Klepacza, wydanych w latach 2006 i 2014. Podano tam obwód drzewa – 452 cm, opisując szczegółowo jego okolicę oraz zagadkową historię. Według autorów, drzewo mogło zostać posadzone przy istniejących tu wcześniej budynkach, zanim fabrykanci wybudowali swe wille. Niewykluczone, że dąb posadzono nieco później, w ogrodzie urządzanym przez Richterów, na przykład z okazji jakiegoś ważnego wydarzenia. Ostatnia z hipotez dotyczy samoistnego wyrośnięcia dębu.
Fabrykant został opisany w dwóch albumach na temat okazałych drzew. W Pomnikach przyrody województwa łódzkiego z 2010 roku, autorstwa Ireneusza Burzyńskiego, Grażyny Ojrzyńskiej oraz Piotra Wypycha, ukazano trzy fotografie Fabrykanta, wraz z pomiarem obwodu – 460 cm. Okazały dąb został też uwzględniony w albumie Drzewa Polski z 2014 roku, autorstwa Krzysztofa Borkowskiego, gdzie zamieszczono fotografię oraz kolejny pomiar obwodu dębu – 445 cm.

Drzewo było wielokrotnie wspominane w lokalnej prasie, między innymi w „Gazecie Wyborczej”, „Expressie Ilustrowanym”, „Ziemi Łódzkiej” oraz „Dzienniku Łódzkim”. W tym ostatnim poświęcono dębowi cały artykuł – w wydaniu z 25 kwietnia 1996 roku. Jan Teofil Siciński, profesor biologii na UŁ i autor tekstu, w taki sposób opisywał Fabrykanta: 

(…)Skoro dąb uznawany jest za króla roślin, to „Fabrykanta” można uznać za króla łódzkich dębów. Jego dorodność, wyjątkowy pokrój, ułożenie konarów, a także doskonały stan, przesądzają o takim tytule(...)

### Pochodzenie imion drzewa
Nazwa Fabrykant została zaproponowana przez biologa, profesora Jana Sicińskiego z Wydziału Biologii i Ochrony Środowiska Uniwersytetu Łódzkiego, po raz pierwszy użyta w wymienionym artykule do „Dziennika Łódzkiego”, w 1996 roku. Nawiązuje ona do fabrykanckiej historii miasta – także park, w którym rośnie dąb, otaczały kiedyś zakłady fabryczne rodziny Richterów.
Dąb jest także zwany Jagoszem, na cześć Mieczysława Jagoszewskiego. Był to wieloletni dziennikarz „Expressu Ilustrowanego” oraz „Dziennika Łódzkiego”, których siedziby redakcji sąsiadują z parkiem. Jagoszewski był również współzałożycielem Towarzystwa Przyjaciół Łodzi oraz inicjatorem odbudowy zburzonego przez hitlerowców pomnika Tadeusza Kościuszki na placu Wolności.

## Ochrona prawna i zabiegi konserwatorskie
Dąb jest pomnikiem przyrody od 1990 roku, zgodnie z ówczesnym zarządzeniem prezydenta Łodzi. W kolejnych uchwałach Rady Miejskiej w Łodzi z lat 2010 i 2013 wymieniano Fabrykanta w wykazie pomników przyrody, najnowsza z nich pochodzi z 2015 roku.
Prace pielęgnacyjne wykonywano w latach 1997 oraz 2000. Najdłuższy konar jest podparty konstrukcyjnie. Przy dębie zainstalowano także oświetlenie iluminacyjne, podświetlające drzewo po zmierzchu.
W grudniu 2013 roku dąb ucierpiał z powodu huraganu Ksawery. Odpadł jeden z konarów, konieczna była interwencja strażaków.

## Lokalizacja i otoczenie

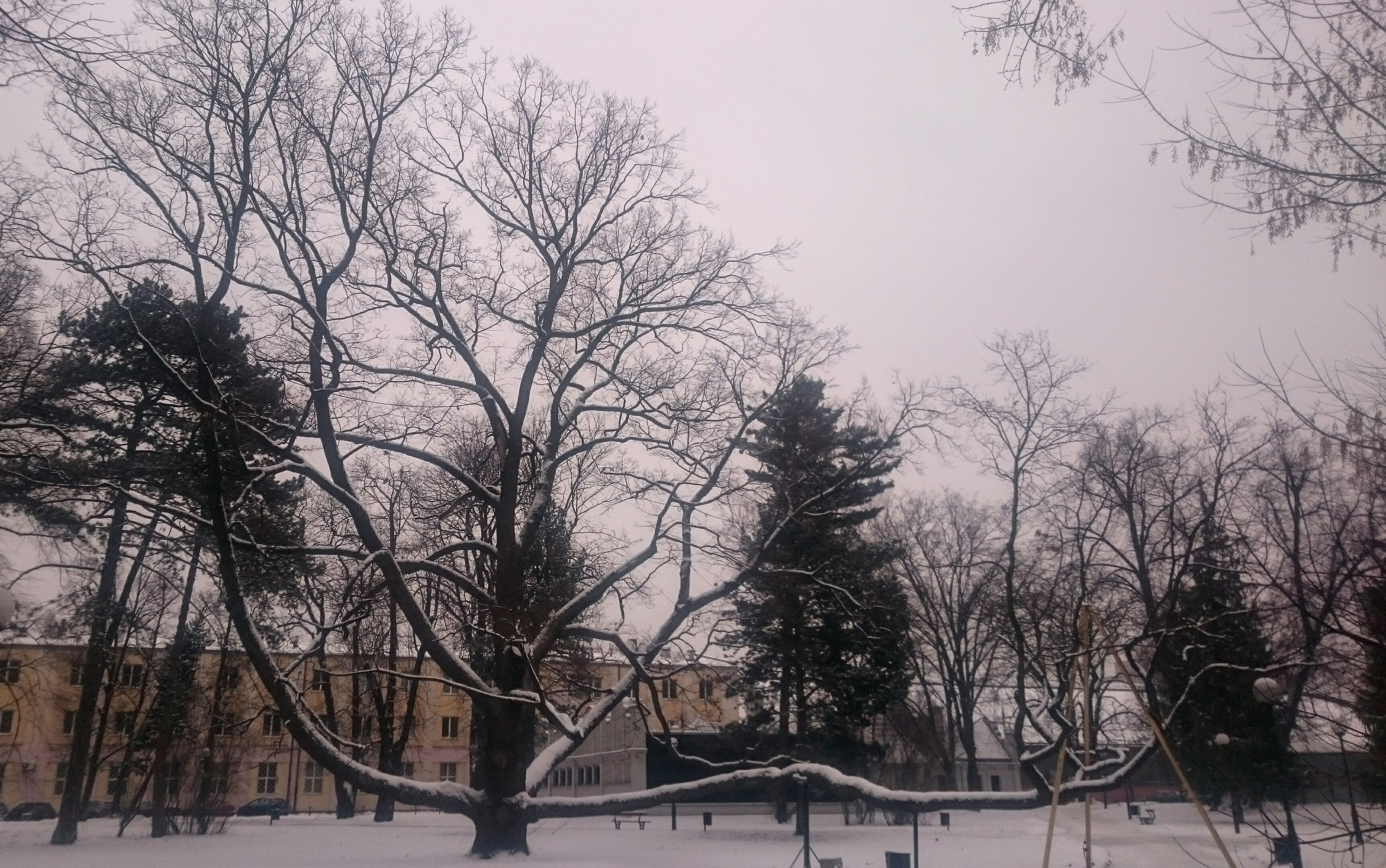
Fabrykant zimą, w tle sosna czarna oraz limba

Drzewo znajduje się w centrum Łodzi, w Parku im. ks. bp. Michała Klepacza, przy granicy dzielnic: Polesia oraz Śródmieścia. Dąb rosnący przy głównej alei, pomiędzy dwiema pofabrykanckimi willami Reinholda i Józefa Richterów, otacza wczesną wiosną łan cebulicy syberyjskiej.
Po zachodniej i północnej stronie drzewa znajduje się kilka innych, pomnikowych dębów, kasztanowców oraz jedna sosna czarna. Po wschodniej stronie Fabrykanta rosną między innymi sosna limba oraz dwa cyprysiki nutkajskie.